# National Engineering & Scientific Commission
La National Engineering & Scientific Commission (Commission nationale pour l'ingénérie et la science) ou NESCOM est un des principaux acteurs de l'industrie de l'armement du Pakistan à côté de GIDS (missiles, drones, bombes), KSEW (chantier naval) et HIT (production de véhicules militaires terrestres). Cette organisation a été créée en 2001 et employait 16 000 personnes au début de la décennie 2010. Le siège de NESCOM est à Islamabad

## Produits
NESCOM conçoit et développe, :  
- les   missiles balistiques tactiques Nasr (Hatf-9)
- les missiles balistiques à courte portée Abdali (Hatf-2), Ghaznavi (Hatf-3) et Shaheen-I/A (Hatf-4)
- les missiles balistiques à moyenne portée Ghauri (Hatf-5) et Shaheen-II (Hatf-6).
- Cette organisation supervise également les programmes de développement militaire dans les domaines du nucléaire, de l'aérospatial et de la cybernétique ainsi que le développement de missiles air-air et air-sol, de bombes guidées et non guidées, de drones et de missiles de croisière (Babur-1 et 2 lancé depuis le sol et Babur-2 depuis un sous-marin, Ra'ad tiré depuis un avion).